# Stenocereus thurberi
Pitayo dulce (Stenocereus thurberi) es una especie de planta fanerógama de la familia Cactaceae. Es endémica de Norteamérica. Crece de 1 a 8 m en varias ramas columnares en forma de árbol y con flores de color rosado. Los frutos son comestibles de color rojo. Se distribuye desde Arizona a la península de Baja California y Noreste de México. Actualmente está protegida del Comercio Internacional por la convención CITES (Apéndice II). 

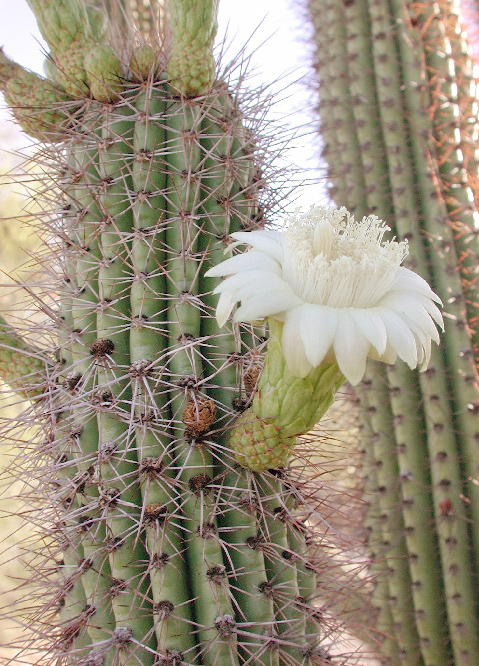
Flor

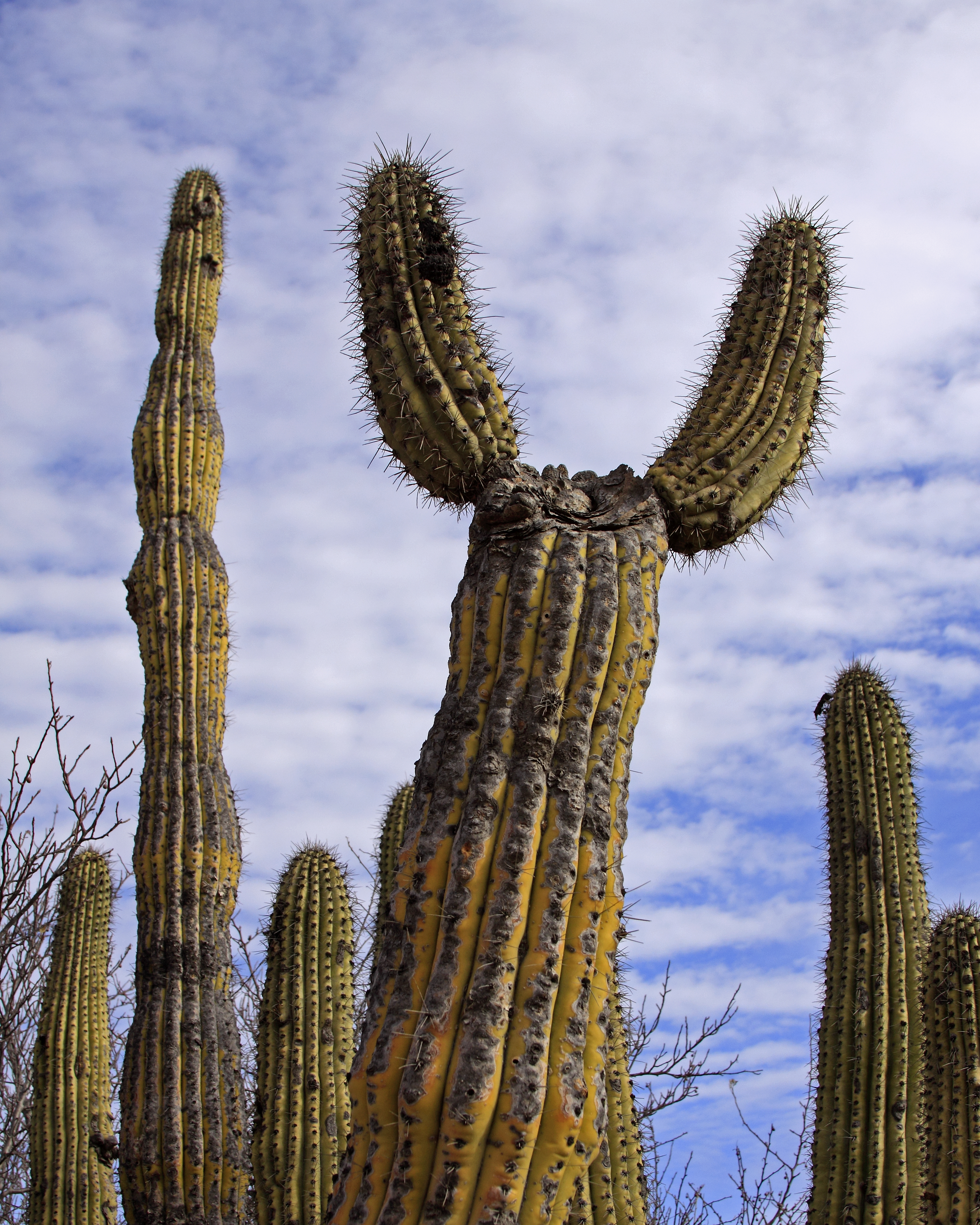
Vista de la planta

## Descripción
Stenocereus thurberi crece como un arbusto alto con numerosas ramas columnares en forma de árbol. Alcanza alturas de 1-8 metros. En la base arqueada ascendente de otro modo vertical, los verdes brotes tienen diámetros de 5-20 cm. Tiene 12 a 19 costillas de 2 cm de alto. con 1 a 3 espinas centrales grisácea a negruzcas de 2 a 5 cm de largo. Las 7-9 espinas radiales son de color grisáceo y miden hasta 1 cm de largo. Las flores son rosadas, en forma de embudo blancas o pálidas que aparecen en la parte superior de los brotes. Miden 4 a 8 pulgadas de largo y abren por la noche, pero permanecen abiertas hasta el día siguiente. Los frutos son rojos, redondos y tienen un diámetro de 3 a 7,5 cm, son comestibles y contienen una pulpa roja.

## Taxonomía
Stenocereus thurberi fue descrita por (Engelm.) Buxb. y publicado en Botanische Studien 12: 101. 1961.
Etimología
Stenocereus: nombre genérico que deriva de las palabras griegas:
"στενός" (stenos) para "apretado, estrecho" y se refiere a las costillas relativamente estrechos de las plantas y cereus para "cirio, vela".
thurberi: epíteto otorgado en honor de George Thurber (1821-1890),
Sinonimia
- Cereus thurberi
- Pilocereus thurberi
- Lemaireocereus thurberi
- Marshallocereus thurberi'
- Rathbunia thurberi[2]

## Distribución
Es una especie nativa de México. Su principal distribución es la región Noroeste del país. Sonora, Sinaloa y la península de Baja California.

## Estado de conservación
Está protegida del Comercio Internacional por la convención CITES (Apéndice II)

## Nombres comunes
Se le conoce como Pitaya en el área de Sonora y Sinaloa, prácticamente en todos los lugares donde se consume su fruto que lleva su mismo nombre. . Se usa su pulpa o cáscara para hacer hemostásis en cortadas sencillas o profundas en la piel.
- Español: Pitaya; Etcho, Echo (Sonora y Sinaloa)